# Piskavica (Banja Luka)
Pour les articles homonymes, voir Piskavica.
Piskavica (en serbe cyrillique : Пискавица) est une localité de Bosnie-Herzégovine. Elle est située sur le territoire de la ville de Banja Luka et dans la république serbe de Bosnie. Selon les premiers résultats du recensement bosnien de 2013, elle compte 2 797 habitants.

## Géographie
Plusieurs ruisseaux parcourent le territoire du village, comme la Prijeka, la Tarašica et la Piskavička rijeka (la « rivière de Piskavica »).

## Démographie

### Évolution historique de la population dans la localité
| 1948 | 1953 | 1961  | 1971  | 1981  | 1991  | 2013  |
| ---- | ---- | ----- | ----- | ----- | ----- | ----- |
| -    | -    | 4 760 | 4 905 | 4 393 | 3 798 | 2 797 |

|  |